# Atria mortis
Atria mortis (latin: 'dödens förgård') är en äldre medicinsk och juridisk dödsdefinition som innebär att vitalfunktionerna satts ur spel, det vill säga att hjärtat slutat slå (asystole), att personen slutat andas (apné) och att hjärnfunktionen avstannat (hjärndöd). Denna dödsdefinition, som härrör från mitten av 1800-talet, upphävde en äldre definition som tog sin utgångspunkt i blodcirkulationen. Atria mortis var det förhärskande synsättet till 1990-talet, från och med vilket döden definierades som att vitalparametrarna upphävts permanent.